# Антипарос
Антипарос је мало острво, око 35 km² величине. Такозвано острво-сестра острву Парос, које је од њега одвојено једним 1,5 km² широким мореузом. Антипарос припада групи острва Киклади, а налази се у Егејском мору. Управно острво припада округу Парос у оквиру Периферији Јужни Егеј, где чини засебну општину.
Из мале луке Пунда сваких 10-15 минута испловљава редован трајект који спаја ова два острва.
Највише узвишење на овоме 12,5 km дугом и до 5,5 km широком острву је Профитис Илиас (Profitis Ilias) (300m).
Скоро свих 700 становника овог острва живе у истоименом главном мјесту, у којем се налази неколико продавница и таверни које се налазе на замку из 1440. године. Поједине таверне су отворене и на западној, мирној страни острва поред улице која пролази, тик уз пјешчану обалу.
Најзначајније знаменитости које туристи обилазе под водством туристичких водича (одлази се аутобусом, а може и пјешице), је импресивна сталактитна пећина у чију се утробу спушта степеништем, чак до 90 m дубине.
Што се тиче преноћишта на острву, постоји само окраничен број мјеста, тако да се туристи на острву најчешће задржавају само неколико часова. Одлично је повезан са Паросом.
Координате острва су: 37° 0' Сје.; 25° 3' Ист.

## Галерија
- Традиционални кафе
- плажа
- Антипарос пећина
- Антипарос улица
- Поглед на плаже
- дрвеће у граду
- врата
- Продавнице
- тврђава
- црква
- Антипарос, лука